# Лайк
„Лайк, легендата“ (на испански: Like, la leyenda) или само Лайк е мексиканска теленовела от 2018 г., създадена и продуцирана от Педро Дамян и режисирана от Луис Пардо и Елои Гануса за Телевиса.

## Сюжет
Теленовелата разказва опита на група млади хора, интернирани в престижната и космополитна образователна институция „Институт за живота на знанието и еволюцията“ (Лайк), с предполагаема модерна и отворена образователна система, но в действителност тя е дълбоко традиционна. В този институт, който предполага своето ниво на престижност, при всяко начало на учебната година се формира ново поколение ученици от гимназията и образователните техники, които не вълнуват никого. Обучителният план на Лайк, напълно остарял, е направил учителите и учениците апатични и конформисти. Тази атмосфера ще бъде нарушена от Габриел Рей, нетипичен учител, който ще дойде в училището след дългогодишен опит и който също е бил студент в Лайк. Габо ще насърчи учениците да не се съобразяват с това, което възрастните искат да им наложат, провокирайки истинска революция в Лайк, която ще отприщи конфликти между учители, родители и ученици.

## Създаване и продукция
Теленовелата е продуцирана и създадена от Педро Дамиан, вдъхновен от теленовелата Непокорните от 2004 г. Гардеробът на героите е същият като този, използван за Непокорните, както и декорът, където се извършват голяма част от снимките. Началото на записите започва на 12 март 2018 г. в една от старите къщи на Златния град на Йерусалим в Израел. По-късно официално е потвърдено началото на производството на 4 април 2018 г. във Форум 14 на Телевиса Сан Анхел. Записите се осъществяват в Мексико, но и в страни като Бразилия, Перу, Япония и Израел.

## Актьори
Част от актьорския състав:
- Роберта Дамян – Антония де Аро Мондрагон
- Але Мюлер – Емилия Руис Аяла
- Виктор Варона Гонсалес – Силверио Хил
- Макарена Гарсия Ромеро – Мария Асунсион Салас Оливер
- Ана Ирияма – Кейко Кобаяши
- Маурисио Абад – Улисес Рейес Морено
- Сантяго Ачага – Клаудио Мейер
- Карлос Саид – Леон Рубио Сантяго
- Бернардо Флорес – Пабло Валентин Ферер
- Виолета Алонсо – Мануела Гандия Баро
- Кристиан Чавес – Габриел Рей
- Серхио Клайнер – Иняго
- Габриела Самора – Роса
- Амаирани – Мария Инес Оливер
- Мар Контрерас – Исаура
- Енок Леаньо - Балдомеро Рубио
- Адриана Нието – Марта Морено де Рейес
- Исела Вега – Едуарда
- Берни Пас – Родолфо Рейес
- Елои Гануса
- Артуро Гарсия Тенорио

## Премиера
Премиерата на Лайк е на 10 септември 2018 г. по Las Estrellas. Последният 97 епизод е излъчен на 20 януари 2019 г.